# بوغاشيفو (تومسك)
بوغاشيفو (بالروسية: Богашево) هي مدينة في مقاطعة تومسك أوبلاست في روسيا.